# Galda de Jos
Galda de Jos (Hongaars: Alsógáld) is een gemeente in Alba. De gemeente ligt in de regio Transsylvanië, in het westen van Roemenië en telt 4516 inwoners. De gemeente bestaat uit 11 dorpjes; Benic (Borosbenedek), Cetea (Csáklya), Galda de Jos (Alsógáld), Galda de Sus (Felsőgáld), Lupșeni, Măgura, Mesentea (Kismindszent), Oiejdea (Vajasd), Poiana Galdei, Răicani (Rajkány) and Zăgriș.

Het dorp Oiejdea (Vajasd) met circa 800 inwoners kent een Hongaarse meerderheid (54%) (zie Hongaarse minderheid in Roemenië).
In januari 1849 werden in het dorp Benic (Borosbenedek) circa 400 Hongaarse dorpelingen vermoord door de Roemeense dorpelingen in opdracht van de lokale Roemeens-orthodoxe priester. De ruïne van de Hongaars Gereformeerde kerk in het dorp is een stille getuige van deze massamoord.

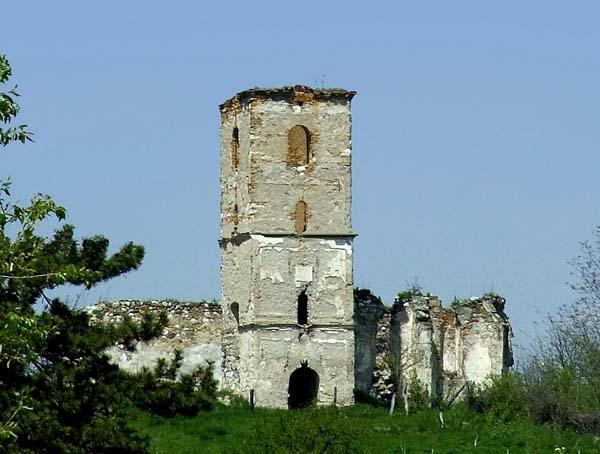
Kerkruïne in Benic (Borosbenedek)

Steden met gemeentestatus: Alba Iulia · Aiud · Blaj · Sebeș

Steden zonder gemeentestatus: Abrud · Baia de Arieș · Câmpeni · Cugir · Ocna Mureș · Teiuș · Zlatna

Gemeenten: Albac · Almaşu Mare · Arieșeni · Avram Iancu · Berghin · Bistra · Blandiana · Bucium · Câlnic · Cenade · Cergău · Ceru-Băcăinți · Cetatea de Baltă · Ciugud · Ciuruleasa · Crăciunelu de Jos · Cricău · Cut · Daia Română · Doștat · Fărău · Galda de Jos · Gârda de Sus · Gârbova · Hopârta · Horea · Ighiu · Întregalde · Jidvei · Livezile · Lupșa · Lopadea Nouă · Lunca Mureșului · Meteș · Mihalț · Mirăslău · Mogoș · Noșlac · Ocoliș · Ohaba · Pianu · Poiana Vadului · Ponor · Poșaga · Rădești · Râmeț · Rimetea · Roșia de Secaș · Roșia Montană · Sălciua · Săliștea · Sâncel · Săsciori · Sântimbru · Scărișoara · Stremț · Șibot · Sohodol · Șpring · Șugag · Șona · Unirea · Vadu Moților · Valea Lungă · Vidra · Vințu de Jos